# Castello di Montevetrano
Il Castello di Montevetrano è un castello medievale che sorge sulla collina di Montevetrano ad un'altezza di 258 metri sul livello del mare, nel comune di San Cipriano Picentino.

## Storia
Il fortilizio ha origine da un castrum romano del III secolo a.C. nato per controllare le popolazioni picentine, deportate nella piana del Sele.
Tra XI ed il XIII secolo fu dotato di mura perimetrali, con porta di accesso sul lato Nord, e della torre cilindrica situata all’interno del cortile.
Nel 1867 l'Arma dei Carabinieri usufruì del castello per tenere sotto controllo le irruzioni dei briganti. 
Durante la Seconda guerra mondiale il castello fu occupato dall’esercito tedesco che, grazie alla sua posizione strategica, dalla collina poteva controllare tutta la Valle del Sele.
Del castello ci sono pervenute le mura perimetrali ancora intatte, quattro ambienti interni, la torre cilindrica a tre livelli e due ampie cisterne.